# Quốc ca Transnistria
Quốc ca của Transnistria, có tên tiếng Nga là Мы славим тебя, Приднестровье (Chúng ta hát bài ca ngợi ca Transnistria) được viết bởi Boris Parmenov, Nicholas Bozhko và Vitaly Pishenko, và sáng tác bởi Boris Alexandrovich Alexandrov. Bài quốc ca có lời trong cả ba ngôn ngữ chính thức của Transnistria: tiếng Moldova, tiếng Nga và tiếng Ukraina. Nguồn gốc của bài quốc ca này là từ bài hát yêu nước của Nga (да здравствует наша держава / tiếng Anh: Long live our state / tiếng Việt: Muôn năm Tổ quốc chúng ta), sáng tác vào năm 1943 là một trong những bài hát được đề xuất là bài quốc ca của Liên Xô. Tuy nhiên, sáng tác của Boris Alexandrov đã bị từ chối, thay bằng tác phẩm của Alexander Alexandrov làm quốc ca.

## Lời bài hát
| Lời tiếng Nga | Lời tiếng Moldova | Lời tiếng Ukraine |
| --- | --- | --- |
| Мы славу поём Приднестровью, Здесь дружба народов крепка, Великой сыновней любовью Мы спаяны с ним навека. Восславим сады и заводы, Посёлки, поля, города В них долгие славные годы На благо Отчизны труда. Điệp khúc: Пронесём через годы Имя гордой страны И Республике свободы Как правде, мы будем верны. | Кынта-вом ши вэй, ши колине, Лучеферь дин Ниструл кэрунт, Баладе'нцелепте, бэтрыне, Че'н вякурь дестойничь не-ау врут. Слэви-вом ероикул нуме, 'Н ачя бэтэлие кэзут Ши'н фаца меморией сфинте Ной цэрий журэм сэ-й фим скут! Điệp khúc: Прин време пурта-вом Нумеле мындрей цэрь. Ту, Република либертэций, Ешть крезул ын пашниче зэрь. | Ми славимо край Придністров'я, Дме люди пишаються тим, Що дружбою, ладом, любов'ю Навіки пов'язані з ним. Прославимо наші заводи, Широкі лани і міста, Тут чесно працюють народи На благо Вітчизни труда. Điệp khúc: Через доли і води Пронесемо ім'я Ми Республіки свободи, Хай живе тут народів сім'я. |

## Dịch sang tiếng Việt
| Dịch từ tiếng Nga | Dịch từ tiếng Moldova | Dịch từ tiếng Ukraine |
| --- | --- | --- |
| Ta cùng hát vang ca khúc ngợi ca Tổ Quốc, Nơi các dân tộc muôn đời gắn kết, Với tình yêu thương vô bờ bến Ta nguyện gắn liền với Người mãi mãi. Ôi những khu vườn và nhà máy của ta, Những thị trấn, cánh đồng và thành phố Đã trải qua biết bao tháng năm huy hoàng Cùng nhau lao động vì vinh quang Tổ Quốc. Điệp khúc: Ta đã trải qua biết bao năm tháng Tự hào về Tổ Quốc. Nguyện trung thành với nước Cộng Hoà tự do Đó là chân lý để ta noi theo. | Chúng ta ngợi ca những thung lũng của đất mẹ, Đôi bờ sông Đi-xni-tơ màu xám, Hãy nhớ đến những người hùng vĩ đại, Ta cùng tri ân những con đường của ông cha, Ta vinh danh và khen ngợi tất cả, Những anh hùng hi sinh vì đất mẹ, Tưởng niệm những anh hùng chết dưới ách đô hộ Nào ta cùng thề hi sinh vì Tổ Quốc! Điệp khúc: Ta đã trải qua biết bao năm tháng Tự hào về Tổ Quốc. Nguyện trung thành với nước Cộng Hoà tự do Đó là chân lý để ta noi theo. | Ta cùng hát vang ca khúc ngợi ca Tổ Quốc, Nơi các dân tộc muôn đời gắn kết, Với tình yêu thương vô bờ bến Ta nguyện gắn liền với Người mãi mãi. Ôi những khu vườn và nhà máy của ta, Những thị trấn, cánh đồng và thành phố Đã trải qua biết bao tháng năm huy hoàng Cùng nhau lao động vì vinh quang Tổ Quốc. Điệp khúc: Ta đã trải qua biết bao năm tháng Tự hào về Tổ Quốc. Nguyện trung thành với nước Cộng Hòa tự do Đó là chân lý để ta noi theo. |